# Tegorzo
Il Tegorzo è un corso d'acqua a carattere torrentizio della provincia di Belluno.

## Corso
Il suo corso si sviluppa interamente nel territorio comunale di Setteville, nel Feltrino. Nasce dalle pendici del Sasso delle Capre, compreso nel gruppo del monte Grappa, a 1150 m s.l.m.in una zona facente parte della rete Natura 2000. Percorre poi la valle di Schievenin, attraversando formazioni calcaree utilizzate come palestra di roccia. Lambisce gli abitati di Schievenin e Quero, dove fin dall'inizio del XVI secolo le sue acque venivano sfruttate per la follatura e per far funzionare alcuni mulini. Si getta nel Piave in prossimità di Fener.

## Affluenti
Il Tegorzo ha due affluenti, il Calcino e l'Ornic, entrambi ricevuti da destra. 